# Caracal (Olt)
Caracal (Ausspracheⓘ) ist eine Stadt im Kreis Olt in der Kleinen Walachei in Rumänien. Sie hatte im Jahr 2011 ungefähr 31.000 Einwohner.
Caracal liegt auf einer Hochebene zwischen den tiefer gelegenen Flüssen Jiu und Olt.

## Sehenswürdigkeiten
In der Stadt findet man die Ruinen eines Turms, der im Jahr 217 vom römischen Kaiser Caracalla erbaut wurde. Nach diesem Herrscher wurde auch die Stadt benannt. Weitere touristische Ziele sind die Allerheiligen-Kirche sowie das Gedächtnis-Haus des Rebellen Iancu Jiancu.

## Wirtschaft
Der US-Konzern Greenbrier unterhält im Ort ein Produktionswerk für Eisenbahnwaggons.

## Partnerstädte
- Montana, Bulgarien (26. September 2006)
- Jelgava, Lettland (27. März 2007)
- Białogard, Polen (4. August 2007)

## Persönlichkeiten
- Iancu Jianu (1787–1842), walachischer Adliger, später Hajduke[4]
- Marius Bunescu (1881–1971), Maler[5]
- Gheorghe Argeșanu (1884–1940), Verteidigungsminister
- Cristea Mateescu (1894–1979), Konstrukteur bei den Wasserkraftwerken von Bicaz und Argeș[5]
- Virgil Carianopol (1908–1984), Dichter[5]
- Ion Musceleanu (1903–1994), Maler[5]
- Radu Șerban (1927–1984), Komponist und Songwriter
- Aurelian Titu Dumitrescu (* 1956), Dichter, Reporter[6]
- Doru-Claudian Frunzulică (* 1959), Politiker
- Silviu Bălace (* 1978), Fußballspieler
- Elena Ionescu (* 1988), Sängerin[7]